# Filozofia ioniană
Filozofia ioniană a fost cel mai vechi grup de orientări filozofice materialiste din Grecia antică. A apărut în secolele VII - VI î.e.n. pe coasta de apus a Asiei Mici. Trei reprezentanți ai filozofiei ioniene au fost în Școala din orașul Milet, respectiv Thales, Anaximandru și Anaximene. Heraclit, al patrulea reprezentant de seamă al filozofiei ioniene, a activat separat în orașul Efes. Bazându-se pe cunoștințele acumulate în culturile egipteană, feniciană, babiloniană au formulat diferite concepții materialiste despre lume pe care le contrapuneau mitologiilor tradiționale. Filozofii ionieni s-au concentrat asupra explicării științifice a fenomenelor naturii formulând fiecare câte un corp de idei filozofico-științifice nediferențiat. Toți filozofii ionieni considerau că întreaga diversitate a lumii derivă dintr-un principiu material unic. Fiecare dintre ei însă considera că acest principiu este altceva și îl identifica cu câte o substanță perceptibilă. Thales aprecia că apa este principiul primordial al lumii, Anaximandru considera că substratul lucrurilor lumii este apeironul ( probabil materia nederminată și nesfârșită). Anaximene credea că aerul este elementul generator al tuturor lucrurilor iar filozoful Heraclit din Efes gândea că focul este principiul generator al tuturor celor existente.
Ca metodă de gândire acești filozofi practicau dialectica naivă care la Heraclit atins nivelul cel mai înalt.